# Alcoba
Alcoba o Alcoba de los Montes és un municipi de la província de Ciudad Real a la comunitat autònoma de Castella-La Manxa.

## Demografia
| 2001 | 2002 | 2003 | 2004 | 2005 | 2006 |
| ---- | ---- | ---- | ---- | ---- | ---- |
| 784  | 801  | 779  | 757  | 753  | 744  |